# Diecezja Whitehorse
Diecezja Whitehorse (łac. Dioecesis Equialbensis, ang. Diocese of Whitehorse, fr. Diocèse de Whitehorse) – rzymskokatolicka diecezja ze stolicą w Whitehorse, w prowincji Jukon, w Kanadzie. Biskupstwo jest sufraganią archidiecezji Grouard–McLennan.
W diecezji pracuje 6 zakonników i 4 siostry zakonne.
Diecezja obejmuje w całości Jukon oraz część Kolumbii Brytyjskiej.

## Historia
9 marca 1908 z mocy decyzji Piusa X erygowana została prefektura apostolska Jukon–Prince Rupert. Dotychczas wierni z tych terenów należeli do wikariatu apostolskiego Mackenzie (obecnie diecezja MacKenzie-Fort Smith).
20 listopada 1916 prefekturę apostolską Jukon–Prince Rupert podniesiono do rangi wikariatu apostolskiego.
14 stycznia 1944 wikariat podzielono na wikariat apostolski Whitehorse i wikariat apostolski Prince Rupert (obecnie diecezja Prince George).
13 lipca 1967 papież Paweł VI wyniósł wikariat apostolski Whitehorse do rangi diecezji.

## Ordynariusze

### Prefekt apostolski Jukon–Prince Rupert
- Emile-Marie Bunoz OMI (1908 - 1916)

### Wikariusz apostolski Jukon–Prince Rupert
- Emile-Marie Bunoz OMI (1916 - 1944) następnie mianowany wikariuszem apostolskim Prince Rupert

### Wikariusze apostolscy Whitehorse
- Jean-Louis-Antoine-Joseph Coudert OMI (1944 - 1965)
- James Philip Mulvihill OMI (1965 - 1967)

### Biskupi Whitehorse
- James Philip Mulvihill OMI (1967 - 1971)
- Hubert Patrick O’Connor OMI (1971 - 1986) następnie mianowany biskupem Prince George
- Thomas Joseph Lobsinger OMI (1987 - 2000)
  - Denis Croteau OMI (2003 - 2006) administrator apostolski; biskup MacKenzie-Fort Smith
- Gary Gordon (2006 - 2014)
- Héctor Vila (od 2016)